# Vrbka
Vrbka (in tedesco Wrbka) è un comune della Repubblica Ceca facente parte del distretto di Kroměříž, nella regione di Zlín.